# 梅森 (新罕布什爾州)
梅森（英語：Mason）是一個位於美國新罕布什爾州希爾斯波羅縣的鎮。

## 人口
根據2020年美國人口普查的數據，梅森的面積為62.10平方千米，當中陸地面積為62.00平方千米，而水域面積為0.10平方千米。當地共有人口1448人，而人口密度為每平方千米23人。